# Rosewood (Ohio)
Rosewood – jednostka osadnicza w Stanach Zjednoczonych, w stanie Ohio, w hrabstwie Champaign.